# Anacamptis laniccae
Anacamptis laniccae är en orkidéart som först beskrevs av Braun-blanq., och fick sitt nu gällande namn av H.Kretzschmar, Eccarius och Helga Dietrich. Anacamptis laniccae ingår i släktet salepsrötter, och familjen orkidéer. Inga underarter finns listade i Catalogue of Life.